# Mário Schoemberger
Mário Schoemberger (Curitiba, 5 de fevereiro de 1952 - Curitiba, 14 de maio de 2008) foi um ator brasileiro de cinema, teatro e televisão.

## Biografia
Mário Schoemberger começou sua carreira no seu estado natal, o Paraná, na década de 1970.
No teatro, esteve em peças como As Bruxas de Salem (1991), dirigida por Marcelo Marchioro, A Casa do Terror (1996), com direção de João Luis Fiani e Jantar Entre Amigos (Pequenos Terremotos) (2001), com direção de Felipe Hirsch. Também produziu, escreveu e, ao lado de Enéas Lour, atuou na série Trecentina, um tributo à cidade de Curitiba. A maior parte de sua carreira foi construída no Paraná.
No cinema, Schoemberger pode ser visto em filmes como Os Normais (2004), Trair e Coçar É só Começar (2005) e O Cheiro do Ralo (2007).
Na tevê, esteve em diversas novelas e séries da Globo e da Record, como Vidas Opostas (2006), Desejos de Mulher (2002), e Vidas Cruzadas (2000), entre várias outras. Schoemberger também trabalhou em locução de documentários e comerciais de televisão.
Mário Schoemberger recebeu o Troféu Gralha Azul na categoria Ator, por Mistérios de Curitiba direção de Ademar Guerra (1990-91) e O Ventre do Minotauro (1998); e na categoria Texto Infantil, por Peter Pan e a Terra do Nunca (1998).
Desde meados de 2007, o ator passou por graves problemas de saúde. Amigos do meio teatral, como o humorista Diogo Portugal, realizaram o show Amigos do Mário, em dezembro daquele ano, como forma de angariar recursos para o custeio da internação de Schoemberger. Desde então, esteve internado, passando inclusive por melhoras em seu estado. Mário Schoemberger morreu aos 56 anos de idade, de falência múltipla dos órgãos em decorrência de um câncer, contra o qual lutava desde 2007.

## Atuação na televisão
- 2006 - Vidas Opostas.... Sérgio Ventura
- 2006 - Linha Direta.... Antônio Setta (ep. O Roubo da Jules Rimet)
- 2005 - A Grande Família.... dono da boate
- 2005 - Linha Direta.... Delegado Carvalho Franco (ep. O Crime da Mala)
- 2005 - A Diarista.... Dom Diego/ Domingos Cabral
- 2004 - Linha Direta... Rui Dourado (ep. O Crime do Sacopã)
- 2004 - Da Cor do Pecado.... Borja
- 2004 - Os Aspones.... Sr. Góes
- 2002 - O Beijo do Vampiro.... Professor Antunes
- 2002 - Desejos de Mulher.... Coelho Leite
- 2000 - Vidas Cruzadas.... Ambrósio
- 1996 - Pista Dupla
- 1993 - Retrato de Mulher - Episódio "Era Uma Vez Dulcinéia" - Oscar

## Atuação no cinema
- 2006 - O Cheiro do Ralo - Homem do Relógio
- 2006 - Mulheres do Brasil - Rubão
- 2006 - Trair e Coçar É Só Começar - Cristiano
- 2003 - Os Normais - O Filme
- 2002 - Querido Estranho - Carlos Alfredo